# Robert A. Dahl
Robert Alan Dahl (17. prosince 1915 – 5. února 2014) byl americký profesor politologie na Yaleově univerzitě. Zabýval se zejména problémy demokracie, politické participace a opozice. Byl stoupencem názoru, že moc v demokraciích je rozptýlená a nekoncentruje se v rukou jediné elity, ale mnoha elit. V demokracii viděl dilema mezi participací občanů na rozhodování a efektivností politického systému. Je tvůrcem pojmu polyarchie — což je pro něj výraz skutečné demokracie — v demokracii viděl nedosažitelný ideál.

## Dílo
- Seznam děl v Souborném katalogu ČR, jejichž autorem nebo tématem je Robert A. Dahl

Nejznámější Dahlovy práce zahrnují:
| Rok  | Původní název                                                                | (přibližný) český překlad                                           | Poznámky |
| ---- | ---------------------------------------------------------------------------- | ------------------------------------------------------------------- | --- |
| 1953 | Politics, Economics, and Welfare                                             | Politika, ekonomika a bohatství                                     | s Charlesem E. Lindblomem |
| 1956 | A Preface to Democratic Theory                                               | Preambule k demokratické teorii                                     | nově vydáno v roce 2006 |
| 1957 | Decision-Making in a Democracy: The Supreme Court as a National Policy-Maker | Rozhodování v demokracii: Nejvyšší soud a národní tvůrce politiky   | |
| 1960 | Social science research on business: product and potential                   | Průzkum sociální vědy v obchodu:výrobek a potenciál                 | |
| 1961 | Who Governs?: Democracy and Power in an American City                        | Kdo vládne?: Demokracie a moc v americkém velkoměstě                | |
| 1963 | Modern Political Analysis                                                    | Moderní politická analýza                                           | |
| 1966 | Political oppositions in Western Democracies                                 | Politická opozice v západních demokraciích                          | |
| 1968 | Pluralist democracy in the United States: conflict and consent               | Pluralistická demokracie ve Spojených státech: konflikt a konsensus | |
| 1970 | After the Revolution?: Authority in a good society                           | Po revoluci?: Autority v dobré společnosti                          | přeložil Jan Čulík, vydaného Yale University Press 1990 (2. rozšířené vydání). V roce 1995 vydalo nakladatelství Nadace Readers International (Prague). |
| 1971 | Polyarchy: Participation and Opposition                                      | Polyarchie: Účast a opozice                                         | |
| 1973 | Size and Democracy                                                           | Velikost a demokracie                                               | s Edwardem R. Tuftem |
| 1983 | Dilemmas of Pluralist Democracy: Autonomy vs. Control                        | Dilemata pluralitní demokracie: Autonomie versus ovládání           | |
| 1985 | A Preface to Economic Democracy                                              | Preambule k ekonomické demokracii                                   | |
| 1985 | Controlling Nuclear Weapons: Democracy versus Guardianship                   | Kontrola nad jadernými zbraněmi: Demokracie versus bránění          | |
| 1989 | en:Democracy and Its Critics                                                 | Demokracie a její kritici                                           | překlad Helena Blahoutová, česky vyšlo 1995 |
| 1997 | Toward Democracy - a Journey: Reflections, 1940-1997                         | K demokracii – Cesta: Reflexe, 1940–1997                            | |
| 1998 | On Democracy                                                                 | Na téma demokracie                                                  | |
| 2002 | en:How Democratic Is the American Constitution?                              | Jak moc demokratická je americká ústava                             | |
| 2003 | The Democracy Sourcebook.                                                    | Písemný zdroj demokracie                                            | anthologie editovaná Robert A. Dahlem, Ianem Shapiro a José Antoniem Cheibubem                                                                          |
| 2005 | After The Gold Rush                                                          | Po zlaté horečce                                                    | |
| 2006 | On Political Equality                                                        | Na téma politické rovnosti                                          | |